# Annabeth Gish
Anne Elizabeth Gish (Albuquerque, Új-Mexikó, 1971. március 13. –) amerikai színésznő. 
Legismertebb szerepe Monica Reyes ügynök az X-akták című sorozatban.

## Fiatalkora
Anne Elizabeth Gish néven született az új-mexikói Albuquerqueben, majd az iowai Cedar Fallsban nevelkedett. Édesapja a University of Northern Iowa professzora volt, édesanyja általános iskolai tanárnő. Két testvére, van, Tim és Robin.
Tanulmányait a Cedar Fallsban Iowa államban kezdte, ahol 1989-ben diplomázott. Járt a Duke Egyetemre, ahol tagja volt a Kappa Kappa Gamma Egyházi és színházi programnak.

## Magánélete
2003 októbere óta Wade Allen házastársa, aki az X-akták kaszkadőre volt. Két gyermekük született.

## Filmográfia

### Film
| Év   | Magyar cím                | Eredeti cím                             | Szerep                      | Magyar hang     |
| ---- | ------------------------- | --------------------------------------- | --------------------------- | --------------- |
| 1986 | Sivatagi felhő            | Desert Bloom                            | Rose Chismore               | Molnár Ilona    |
| 1987 |                           | Hiding Out                              | Ryan Campbell               |                 |
| 1988 | Mystic Pizza              | Mystic Pizza                            | Kat Araujo                  | Kökényessy Ági  |
| 1988 | Mystic Pizza              | Mystic Pizza                            | Kat Araujo                  | Tóth Ildikó     |
| 1988 | Mystic Pizza              | Mystic Pizza                            | Kat Araujo                  | Laudon Andrea   |
| 1989 | Táncőrület                | Shag                                    | Caroline "Pudge" Carmichael | Zsigmond Tamara |
| 1990 | Régi idők kocsija         | Coupe de Ville                          | Tammy                       | Horváth Lili    |
| 1994 | Wyatt Earp                | Wyatt Earp                              | Urilla Sutherland           | Dudás Eszter    |
| 1995 | Az utolsó vacsora         | The Last Supper                         | Paulie                      | Csere Ágnes     |
| 1995 | Nixon                     | Nixon                                   | Julie Nixon Eisenhower      |                 |
| 1996 | Gyönyörű lányok           | Beautiful Girls                         | Tracy Stover                | Gubás Gabi      |
| 1996 | Gyönyörű lányok           | Beautiful Girls                         | Tracy Stover                | Kökényessy Ági  |
| 1997 | A 737-es titka            | Mayday – Flug in den Tod                | Maria Philips               |                 |
| 1997 | Acélzsaru                 | Steel                                   | Susan Sparks                | Orosz Helga     |
| 1998 |                           | SLC Punk!                               | Trish                       |                 |
| 1999 | Kettős kockázat           | Double Jeopardy                         | Angie Green / Angie Ryder   | Antal Olga      |
| 2001 |                           | Pursuit of Happiness                    | Marissa                     |                 |
| 2001 |                           | Morning                                 | Lily                        |                 |
| 2001 | Az űridomár               | Race to Space                           | Dr. Donni McGuinness        |                 |
| 2002 | Én és én, meg a tehén     | Buying the Cow                          | Nicole                      | Major Melinda   |
| 2002 | Én és én, meg a tehén     | Buying the Cow                          | Nicole                      | Lamboni Anna    |
| 2004 | Gubancok                  | Knots                                   | Greta Siegel                | Gubás Gabi      |
| 2006 | Mennyei prófécia          | The Celestine Prophecy                  | Julia                       | Orosz Anna      |
| 2006 |                           | Mojave Phone Booth                      | Beth                        |                 |
| 2009 | Chrissa és a Gonosz Méhek | An American Girl: Chrissa Stands Strong | Meg Maxwell                 |                 |
| 2011 | A bébisitter              | The Chaperone                           | Lynne                       | Ősi Ildikó      |
| 2011 | Texas gyilkos földjén     | Texas Killing Fields                    | Gwen Heigh                  | Agócs Judit     |
| 2012 |                           | Home Run Showdown                       | Michelle                    |                 |
| 2016 | Mielőtt felébredek        | Before I Wake                           | Natalie                     | Román Judit     |
| 2016 |                           | Term Life                               | Lucy                        |                 |
| 2017 | Fűfoltok                  | All Summers End                         | Mrs. Turner                 | Bertalan Ágnes  |
| 2018 |                           | Nightmare Cinema                        | Charity                     |                 |
| 2018 |                           | Charlie Says                            | Virginian Carlson           |                 |
| 2019 | A világ pereme            | Rim of the World                        | Grace                       |                 |
| 2020 |                           | Butter                                  | Dr. Jennice                 |                 |
| 2023 | Halálos bújócska          | All Fun and Games                       | Kathy Fletcher              | Bertalan Ágnes  |

Rövidfilmek
- 2006: Gillery's Little Secret – Gillery
- 2010: The Letter – Beth
- 2011: Commerce – Beth

### Televízió
Tévéfilmek
| Év   | Magyar cím                          | Eredeti cím                        | Szerep              | Magyar hang    |
| ---- | ----------------------------------- | ---------------------------------- | ------------------- | -------------- |
| 1989 | Szexuális erőszak (Hol az igazság?) | When He's Not a Stranger           | Lyn McKenna         | Györgyi Anna   |
| 1991 |                                     | The Last to Go                     | Lydia               |                |
| 1992 |                                     | Lady Against the Odds              | Sylvia Raffray      |                |
| 1993 | Néma sikoly                         | Silent Cries                       | Hazel Hampton       |                |
| 1996 | Ne nézz vissza!                     | Don't Look Back                    | Michelle            |                |
| 1996 | Amit a szerelem lát                 | What Love Sees                     | Jean Treadway Holly |                |
| 1998 | Újra élni                           | To Live Again                      | Karen Holmes        |                |
| 1999 |                                     | God's New Plan                     | Claire Hutton       |                |
| 1999 |                                     | Different                          | Hope Goodell        |                |
| 1999 | Csókkal megpecsételve               | Sealed with a Kiss                 | Robbie              | Kéri Kitty     |
| 2001 | A szenvedély ritmusa                | The Way She Moves                  | Amie                | Gubás Gabi     |
| 2002 | Halál a családban                   | A Death in the Family              | Mary Follet         |                |
| 2004 | Otthon a Liberty Streeten           | Life on Liberty Street             | Denise Di Fiori     |                |
| 2005 | Detektív                            | Detective                          | Cynthia Ernst       | Németh Borbála |
| 2005 | Detektív                            | Detective                          | Cynthia Ernst       | Kökényessy Ági |
| 2006 | Sivatagi rémálom (Kétségbeesés)     | Stephen King's Desperation         | Mary Jackson        | Bertalan Ágnes |
| 2006 | Gyertyák a Bay Streeten             | Candles on Bay Street              | Lydia               |                |
| 2008 | Gyilkos állapot                     | Of Murder and Memory               | Sally Linden        |                |
| 2010 | Veszélyben                          | At Risk                            | Delma Sykes nyomozó | Bertalan Ágnes |
| 2012 |                                     | A Mother's Nightmare               | Maddie Stewart      |                |
| 2018 |                                     | A Father's Nightmare               | Maddie Stewart      |                |
| 2021 |                                     | Gone Mom: The Jennifer Dulos Story | Jennifer Dulos      |                |

Sorozatok
| Év        | Magyar cím                               | Eredeti cím                       | Szerep                   | Megjegyzések                                           |
| --------- | ---------------------------------------- | --------------------------------- | ------------------------ | ------------------------------------------------------ |
| 1994      |                                          | Scarlett                          | Anne Hampton             | minisorozat (4 epizód)                                 |
| 1995      |                                          | Courthouse                        | Lenore Laderman          | 11 epizód                                              |
| 1996      | Chicago Hope kórház                      | Chicago Hope                      | Amy Peletier             | 1 epizód                                               |
| 1997      | Amazonok a vadnyugaton                   | True Women                        | Euphemia Ashby           | - minisorozat - magyar hangja: - Szénási Kata          |
| 2001–2018 | X-akták                                  | The X-Files                       | Monica Reyes             | - 27 epizód - magyar hangja: - Orosz Anna              |
| 2004      | CSI: Miami helyszínelők                  | CSI: Miami                        | Wendy Decker             | 1 epizód                                               |
| 2003–2006 | Az elnök emberei                         | The West Wing                     | Elizabeth Bartlet Westin | 6 epizód                                               |
| 2006–2008 | Vértestvérek                             | Brotherhood                       | Eileen Caffee            | 29 epizód                                              |
| 2008      | The Cleaner – A Független                | The Cleaner                       | Barbara Hoffler          | 1 epizód                                               |
| 2010      | Gyilkos elmék                            | Criminal Minds                    | Rebecca Hodges           | 1 epizód                                               |
| 2010      | FlashForward – A jövő emlékei            | FlashForward                      | Lita                     | 3 epizód                                               |
| 2011      | Hazudj, ha tudsz!                        | Lie to Me                         | Ilene                    | 1 epizód                                               |
| 2011      | Fejjel a falnak                          | Against the Wall                  | Julie Carmen rendőrfőnök | 1 epizód                                               |
| 2011      | Csontzsák                                | Bag of Bones                      | Jo Noonan                | - minisorozat (2 epizód) - magyar hangja: - Orosz Anna |
| 2011–2012 | CSI: A helyszínelők                      | CSI: Crime Scene Investigation    | Laura Gabriel            | 3 epizód                                               |
| 2012      |                                          | Americana                         | Rachel Clarke            | eladatlan próbaepizód                                  |
| 2012      | Egyszer volt, hol nem volt               | Once Upon a Time                  | Anita                    | 1 epizód                                               |
| 2011–2015 | Hazug csajok társasága                   | Pretty Little Liars               | Dr. Anne Sullivan        | 9 epizód                                               |
| 2013      | Városfejlesztési osztály                 | Parks and Recreation              | Stephanie Wyatt          | 1 epizód                                               |
| 2013–2014 | A híd                                    | The Bridge                        | Charlotte Millwright     | 18 epizód                                              |
| 2014      | Vásott szülők                            | Parenthood                        | Ms. York                 | 1 epizód                                               |
| 2014      |                                          | Betrayal                          | Violet                   | 1 epizód                                               |
| 2014      | Kemény motorosok                         | Sons of Anarchy                   | Althea Jarry seriff      | 10 epizód                                              |
| 2016      | Botrány                                  | Scandal                           | Lillian Forrester        | 3 epizód                                               |
| 2016      | Született detektívek                     | Rizzoli & Isles                   | Alice Sands              | 3 epizód                                               |
| 2016      |                                          | Flaked                            | Alicia Wiener            | 1 epizód                                               |
| 2016–2017 | Halt and Catch Fire – CTRL nélkül        | Halt and Catch Fire               | Diane Gould              | 17 epizód                                              |
| 2017      | Esküdt ellenségek: Különleges ügyosztály | Law & Order: Special Victims Unit | Carolyn Rivers           | 1 epizód                                               |
| 2018      | A Hill-ház szelleme                      | The Haunting of Hill House        | Clara Dudley             | - minisorozat (6 epizód) - magyar hangja: - Tóth Enikő |
| 2020      |                                          | FreeRayshawn                      | Lincoln nyomozó          | 7 epizód                                               |
| 2021      | Mise éjfélkor                            | Midnight Mass                     | Dr. Sarah Gunning        | - minisorozat (7 epizód) - magyar hangja: - Tóth Enikő |
| 2022      | Barry                                    | Barry                             | Julie                    | 2 epizód                                               |
| 2023      |                                          | Mayfair Witches                   | Deirdre Mayfair          | 5 epizód                                               |
| 2023      | Utódlás                                  | Succession                        | Joy                      | 1 epizód                                               |
| 2023      | Az Usher-ház bukása                      | The Fall of the House of Usher    | Eliza Usher              | - minisorozat (1 epizód) - magyar hangja: - Tóth Enikő |

## Fordítás
- Ez a szócikk részben vagy egészben  az   Annabeth Gish című angol Wikipédia-szócikk fordításán alapul.  Az eredeti cikk szerkesztőit annak laptörténete sorolja fel. Ez a jelzés csupán a megfogalmazás eredetét és a szerzői jogokat jelzi, nem szolgál a cikkben szereplő információk forrásmegjelöléseként.